# Włodzimierz Ormicki
Włodzimierz Ernest Ormicki (* 30. Juni 1905 in Krakau, Österreich-Ungarn; † 31. Mai 1974 in Bydgoszcz) war ein polnischer Dirigent, Opernintendant und Komponist.

## Leben
Włodzimierz Ernest Ormicki wurde als Wladimir Ernest Nussbaum, Sohn eines Beamten im bis 1918 zu Österreich gehörenden Galizien geboren. 1924 wurde der Name der jüdischen Familie polonisiert. Ein älterer Bruder war der Geograph Wiktor Rudolf Ormicki.
Ormicki besuchte von 1915 bis 1922 das Krakauer Konservatorium, danach studierte er in Wien und München und schloss das Studium 1926 an der Münchener Staatlichen Akademie der Tonkunst ab. Seine berufliche Laufbahn begann er als Korrepetitor an der Münchener Oper, danach war er in Solothurn in der Schweiz engagiert. Ab 1929 arbeitete er in Krakau und Warschau und als Assistent beim von Grzegorz Fitelberg 1934 gegründeten Sinfonieorchester des Polnischen Rundfunks. Seit 1937 leitete er das Symphonieorchester in Krakau.
Nach der deutschen Besetzung Polens gelang es ihm seine Identität zu verheimlichen und überlebte so auch noch im August 1944 eine Verhaftungsaktion, bei der 4000 Krakauer Polen ins KZ Plaszow deportiert wurden. Sein Bruder hingegen wurde bereits bei der Sonderaktion Krakau erfasst und 1941 von den Deutschen im KZ Mauthausen ermordet.
Nach dem Krieg baute er mit Witold Rowicki das Rundfunkorchester des Kattowitzer Rundfunks auf, war an der Filharmonia Łódzka beschäftigt, leitete die Breslauer Oper und von 1953 bis 1963 die Schlesische Oper in Bytom. Dort inszenierte er Mozart und Verdi und übersetzte dafür die Libretti, erweiterte das Repertoire, spielte etablierte polnische Komponisten wie Stanisław Moniuszko und Karol Szymanowski und machte Erstaufführungen mit Werken von Witold Rudziński, Jerzy Gablenz und Romuald Twardowski. Von 1963 bis 1965 leitete er die Breslauer Philharmoniker und danach das Polnische Rundfunksinfonieorchester Kattowitz. Von 1969 bis zu seinem Tod war er Intendant der Opera Nova in Bydgoszcz, dem für das polnische Musikleben wichtigen Opernhaus.